# Nguyễn Khắc Đức (tướng công an)
Nguyễn Khắc Đức là Thiếu tướng Công an nhân dân Việt Nam. Ông từng giữ chức vụ Cục trưởng Cục Kỹ thuật nghiệp vụ 1, Tổng cục An ninh, Bộ Công an Việt Nam.

## Tiểu sử
Tháng 8 năm 2014, Nguyễn Khắc Đức giữ chức vụ Phó Cục trưởng Cục Kỹ thuật nghiệp vụ I, Tổng cục An ninh 2, Bộ Công an Việt Nam.
Tháng 4 năm 2015, Nguyễn Khắc Đức được thăng quân hàm Thiếu tướng Công an nhân dân Việt Nam. Lúc này ông đang giữ chức vụ Cục trưởng Cục Kỹ thuật nghiệp vụ I, Tổng cục An ninh, Bộ Công an Việt Nam.
Tháng 5 năm 2018, Thiếu tướng Nguyễn Khắc Đức là Cục trưởng Cục Kỹ thuật nghiệp vụ I Bộ Công an.
Nguyễn Khắc Đức là tác giả sách "Kế hoạch phản gián CM-12".